# 제임스 러셀 로웰

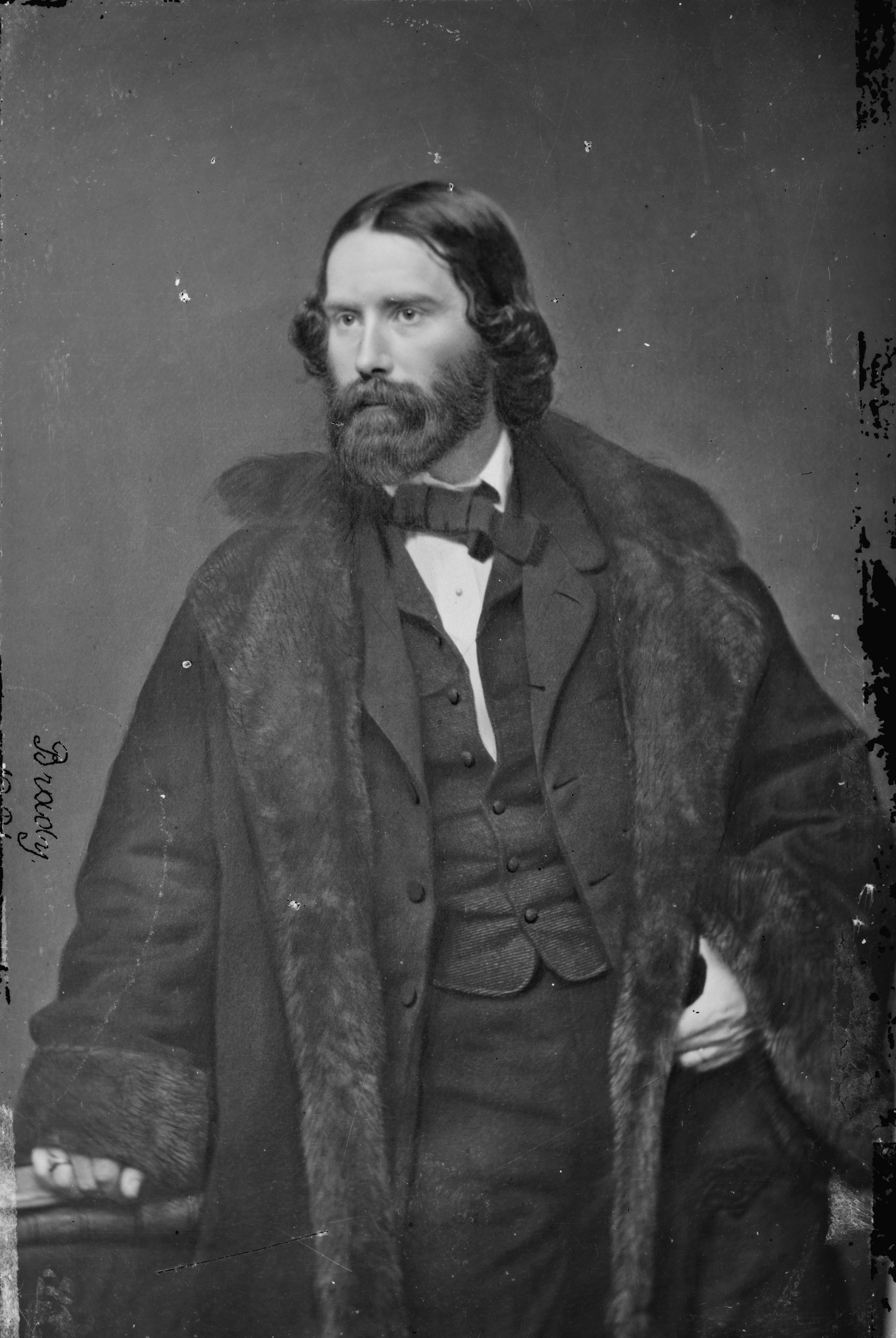

제임스 러셀 로웰(James Russell Lowell, 1819년 2월 22일 ~ 1891년 8월 12일)은 미국의 시인·비평가·정치가이다. 뉴잉글랜드의 명문 출신으로 노예제도에 강력히 반대하고 링컨 대통령의 위대함을 최초로 인정한 사람 중의 하나다. 북부인 사투리를 사용한 대화시 <비글로우 페이퍼즈>, 당시의 문인을 비평한 <비평가의 우화>로 유명하며 미국 문학의 보수파 원로인데 후에 하버드 대학 교수, <아틀랜틱 먼들리> <북미평론>지의 편집장을 지냈다. 정치적으로는 영국주재 미국대사를 지냈다.

## 같이 보기
- 아메리카 단테 협회
- 로버트 로웰

## 참고 자료
- 이 문서에는 다음커뮤니케이션(현 카카오)에서 GFDL 또는 CC-SA 라이선스로 배포한 글로벌 세계대백과사전의 내용을 기초로 작성된 글이 포함되어 있습니다.